# Zaragoza, Chihuahua
Zaragoza är en ort i Mexiko.   Den ligger i kommunen Jiménez och delstaten Chihuahua, i den centrala delen av landet, 1 000 km nordväst om huvudstaden Mexico City. Zaragoza ligger 1 400 meter över havet och antalet invånare är 354.
Terrängen runt Zaragoza är platt. Runt Zaragoza är det mycket glesbefolkat, med 3 invånare per kvadratkilometer. Närmaste större samhälle är José Mariano Jiménez, 7,0 km nordost om Zaragoza. Omgivningarna runt Zaragoza är i huvudsak ett öppet busklandskap.